# Nova Descoberta (Recife)
Nova Descoberta é um bairro do Recife, Pernambuco, Brasil. Está situado no noroeste da cidade, compondo a terceira Região Político-administrativa (RPA3). Faz limite com os bairros de Córrego do Jenipapo, Macaxeira, Vasco da Gama, Dois Unidos e Brejo do Beberibe.
É um bairro predominantemente residencial. O comércio é de subsistência. A Prefeitura do Recife investiu em uma área para posicionamento de feira livre. e está investindo em infraestrutura e humanização.
No quesito Educação, o bairro dispõe de 27 escolas públicas.
No aspecto da saúde, dispõe de uma Unidade de Pronto Atendimento. 
Segundo dados do CENSO IBGE no ano de 2000 renda média mensal era de R$ 280,60 uma das mais baixas de toda a região metropolitana do Recife.

## Demografia
Área Territorial: 180,3 ha
População Residente: 34.212 habitantes
Densidade demográfica: 189,91 hab./ha

## Filhos Ilustres
Amaro Freitas, reconhecido músico de jazz, nascido em 1991